# Els Carlins (Sant Hipòlit de Voltregà)
Els Carlins és una obra de Sant Hipòlit de Voltregà (Osona) inclosa a l'Inventari del Patrimoni Arquitectònic de Catalunya.

## Descripció
Casa de planta rectangular, amb teulada de teula àrab, que consta de planta baixa, un pis i golfes. Malgrat que els marcs de les portes i finestres siguin de pedra, la resta de la construcció és de tàpia, com es pot observar clarament a la façana sud. S'hi accedeix per una porta que dona al carrer major, situada al centre de la façana i flanquejada per dues obertures més. Al primer pis hi ha tres obertures allindades i a les golfes s'obre un petita finestra quadrangular al centre. La seva estructura interior ha estat alterada en ser convertits els baixos en garatge i magatzem.

## Història
La construcció data del primer quart del segle xviii, tal com es pot veure en les dues llindes que es conserven a la façana principal (una de 1726 i l'altra de 1729). Aquesta casa és una mostra clara del creixement de la vila de Sant Hipòlit de Voltregà als segles XVII i XVIII, orientat cap al camí de Santa Cecília (creixement itinerant), del qual tot el carrer Major n'és una bona mostra.